# Valentin Ștefan
Valentin Ștefan (Galați, 25 giugno 1967) è un ex calciatore rumeno, di ruolo centrocampista.